# Caprella turberculata
Caprella turberculata är en kräftdjursart som beskrevs av Charles Spence Bate och John Obadiah Westwood 1866. Caprella turberculata ingår i släktet Caprella och familjen Caprellidae. Inga underarter finns listade i Catalogue of Life.